# Endodothella leptosperma
Endodothella leptosperma är en svampart som beskrevs av Syd. & P. Syd. 1916. Endodothella leptosperma ingår i släktet Endodothella och familjen Phyllachoraceae.   Inga underarter finns listade i Catalogue of Life.